# Гаррі Поттер: Чемпіонат світу з квідичу (гра)
Гаррі Поттер: Чемпіонат світу з квідичу (англ. Harry Potter: Quidditch World Cup) — комп'ютерна гра, розроблена Magic Pockets спільно з Electronic Arts і видана Electronic Arts. Гра є спортивним симулятором вигаданої гри квідич (англ. quidditch), яка популярна в магічному світі Гаррі Поттера.
Гра призначена для ігрових консолей Xbox, PlayStation 2, Nintendo GameCube, Game Boy Advance, а також персональних комп'ютерів.

## Сюжет гри
Сюжет гри заснований на книгах Дж. К. Роулінґ про Гаррі Поттера.
Починається з того, що ви виступаєте за одну з 4 команд школи магії та чарів Гоґвортс, де зустрінете знайомих з книг персонажів. Пізніше ви візьмете участь у чемпіонаті світу, де кожна національна збірна має свій стиль та тактику. Ви зможете управляти будь-яким з 7 гравців команди, будете забивати квофли, відбивати бладжери, та ловити снитчі, але перемикання відбувається автоматично.
У міру того, як ви будете виконувати різні трюки й заробляти бали, ви будете отримувати колекційні картки.

## Геймплей
Спочатку гравець грає мисливцем і його завданням є передавати квофл іншим (за бажанням) і закидати в кільця противника. Якщо квофл відібраний, то ви повинні наздогнати його і ураганною атакою відібрати. Також можна кнопкою викликати загонича, щоб той атакував суперника бладжером.
Зі збільшенням числа очок збільшується лічильник снич. Коли золоті кінчики зійдуться, вони перетворяться в снич і управління переходить до ловця, який може прискорюватися шляхом золотистого сліду снича.